# Hendrik Jan Lovink

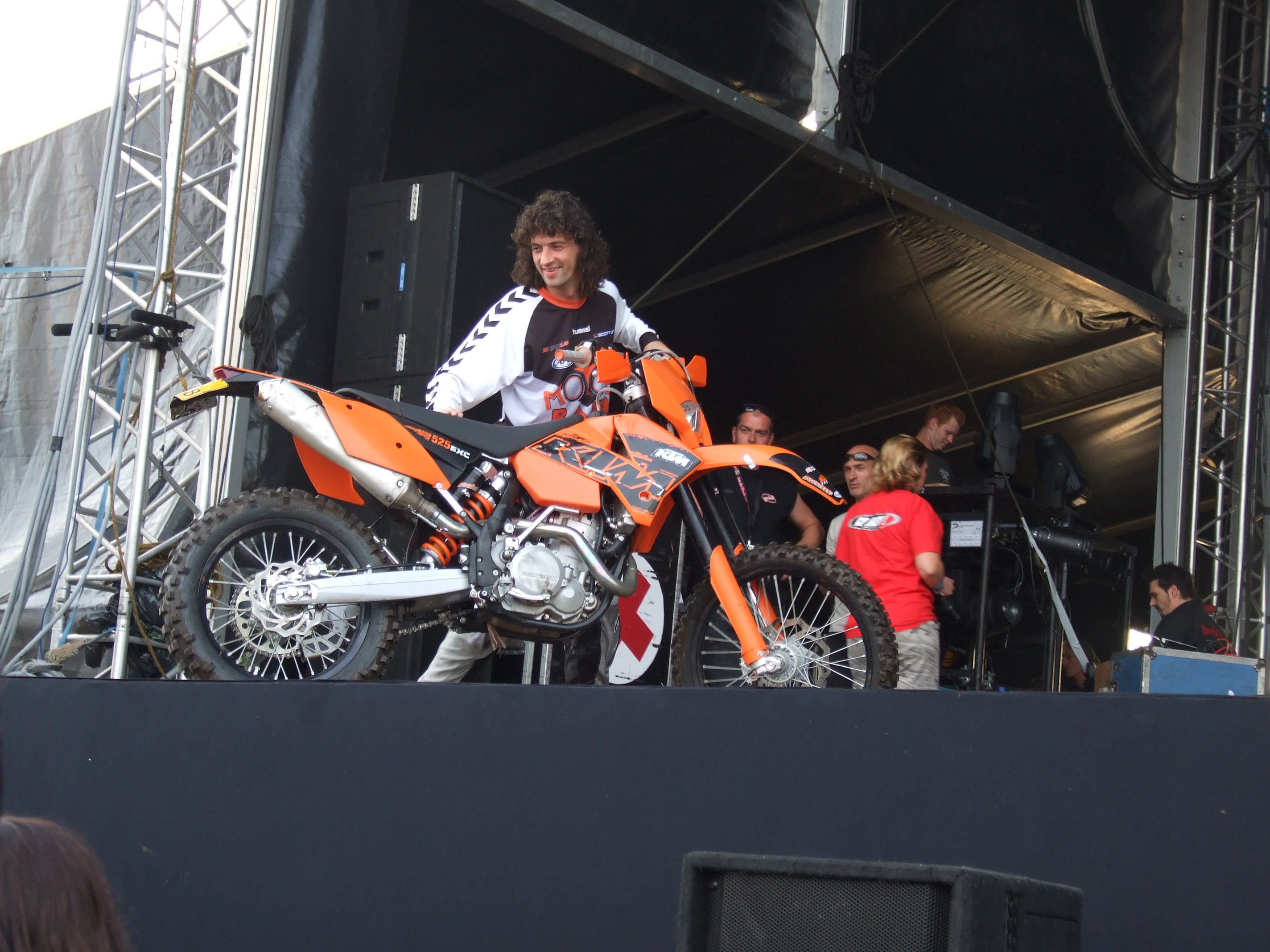
Hendrik Jan Lovink

Hendrik Jan Lovink (Zutphen, 7 januari 1973) is een Nederlands muzikant. Hij groeide op in Hengelo (Gelderland).
Hendrik Jan Lovink is mede-oprichter (samen met Gijs Jolink) van Jovink en de Voederbietels en speelt ook in de Motorband. Lovink heeft de bijnaam Cohen. Hij is mede-eigenaar van het evenementenbedrijf "Feestfabriek Alles Komt Goed" B.V. in Hengelo Gld dat onder andere het Zwarte Cross Festival in Lichtenvoorde organiseert.
Begin 2007 maakte Jovink en de Voederbietels bekend te stoppen met toeren wegens gezondheidklachten van Gijs.
In 2010 begon Lovink met een nieuwe band, The Backcorner Boogie Band. In 2015 stopte de band omdat de zanger is gestopt. In 2015 is Lovink begonnen met de nieuwe band Hiltop Howlers.
In 2022 stopte mede oprichter Lovink na 25 jaar als organisator van de Zwarte Cross.